# Zablon Simintov
Zablon Simintov (født 1960 i Turkmenistan) er en jødisk turkmensk-afghansk tæppehandler og portner ved en synagoge i Kabul. Han er formodentlig den sidste jøde i Afghanistan.
Antallet af jøder i landet var engang på 5.000, men efter flere års forfølgelse fra Taliban faldt dette tal hurtigt, og de overlevende udvandrede til Israel eller andre lande. Simintov boede tidligere sammen med en anden jøde, Ishaq Levin, der døde 26. januar 2005.
Sinintov tager sig af den sidste synagoge i Afghanistans hovedstad Kabul, og bor også i bygningen - der er i forfalden tilstand. Hans kone og døtre bor i Israel.
Simintov og Levins historie dannede grundlag for et britisk teaterstykke.